# Râul Serțu
Râul Serțu este un curs de apă, afluent al râului Valea Lungă. 

## Hărți
- Harta județului Hunedoara
- Harta munții Apuseni
- Harta munții Bihor